# Слупянек, Илона
Илона Слупянек (род. 24 сентября 1956, Деммин, Нойбранденбург) — немецкая легкоатлетка, которая специализировалась в толкании ядра. Олимпийская чемпионка 1980 года с олимпийским рекордом — 22,41 м, который и по сей день остаётся непревзойдённым. Бронзовая призёрка чемпионата мира 1983 года. Чемпионка Европы в 1978 и 1982 годах. На протяжении карьеры 2 раза устанавливала мировой рекорд. Победительница Универсиады 1979 года — 19,98 м. Окончила училище дошкольного воспитания. Выступала за «Динамо» (Берлин). Участница ОИ 1976 (5-е место). Чемпионат Европы 1978 (21,41) и 1982. Серебро. призёр Чемпионат Европы 1977 в закрытых помещениях (21,12). Победительница КМ и КЕ 1977, 1979. Победительница Спартакиады народов СССР 1979. Первая женщина, преодолевшая в толкании ядра рубеж 22 м.
Лучшая легкоатлетка мира по версии журнала Track & Field News 1980 года.